# あっちマニア
『あっちマニア』は、2013年4月7日から9月29日までテレビ朝日で放送されていたバラエティ番組。放送時間は日曜0:45 - 1:15（土曜深夜。JST）。『激論!どっちマニア』のリニューアル番組。

## 概要
マニアたちの普段の活動や、何をしているかわからない謎の団体や協会を調査する番組。

## 出演者
- 劇団ひとり
- 土田晃之
- 久冨慶子（第1回〜第19回）
- 宇佐美佑果（第20回〜第21回）
- 林美沙希（第22回〜最終回）

## 放送リスト
| 回 | 放送日        | 調査対象                                                               |
| -- | ------------- | ---------------------------------------------------------------------- |
| 1  | 2013年4月7日  | 日本ダウザー協会、日本ゴム銃射撃協会                                   |
| 2  | 2013年4月14日 | 全国亭主関白協会、熊谷水切り倶楽部                                     |
| 3  | 2013年4月21日 | 日本ドール公団、世界スリッパ卓球協会                                   |
| 4  | 2013年4月28日 | 日本おはじきサッカー協会、日本口笛音楽協会、洞窟マニア                 |
| 5  | 2013年5月5日  | 日本知恵の輪協会、ペダルカーマニア                                     |
| 6  | 2013年5月12日 | 鬼ごっこ協会、富津フンチ愛好会                                         |
| 7  | 2013年5月19日 | 日本ハグ協会、昆虫料理研究会                                           |
| 8  | 2013年5月26日 | 鳥の巣マニア、日本ナルシスト協会                                       |
| 9  | 2013年6月2日  | 日本室内自転車競技連盟、東京ビアポン倶楽部                             |
| 10 | 2013年6月9日  | クルーズマニア                                                         |
| 11 | 2013年6月16日 | 渋滞予報士、毛虫マニア、日本蛇グリング協会                             |
| 12 | 2013年6月23日 | 泥だんごマニア、マリモに関する仕事                                     |
| 13 | 2013年7月7日  | 日本回文協会、謎のコレクションマニア（ヒゲ収集マニア）                 |
| 14 | 2013年7月14日 | 駅メロ作曲家、懐中電灯マニア                                           |
| 15 | 2013年7月28日 | 自作ラーメンマニア、ビブリオバトル普及委員会、日本知恵の輪協会         |
| 16 | 2013年8月11日 | バナナ色付師、巨大絵マニア、日本ダンゴムシ協会                         |
| 17 | 2013年8月18日 | 臭気判定士、計算道具マニア                                             |
| 18 | 2013年8月25日 | 激辛マニア、消しゴム人形マニア                                         |
| 19 | 2013年9月1日  | 富士山マニア、車中泊マニア                                             |
| 20 | 2013年9月8日  | 超マニア大会（声でグラス割りマニア、感動話収集マニア、コオロギマニア） |
| 21 | 2013年9月15日 | 廃道マニア、浜田省吾マニア                                             |
| 22 | 2013年9月22日 | カカシマニア、もう１度見たい！マニアランキング！！                     |
| 23 | 2013年9月29日 | 劇団ひとりマニア＆土田晃之マニア                                       |

## スタッフ
- ナレーション:藤本隆行
- 構成:石原健次、長谷川大雲、藤本昌平
- TM:大島秀一
- TD・SW:錦戸浩司
- カメラ:西村佳晃
- 音声:加藤翠
- VE:橋本潤
- 照明:松原功幸
- 美術:井磧伸介
- デザイン:加藤由紀子
- 美術進行:吉居真夏、廣澤陽子
- 大道具:中沢マコト
- メイク:川口カツラ
- CG:形部まり子、PDトウキョウ
- 編集:丸山寿和
- MA:田倉学
- 音響効果:岩谷知朗
- TK:丸山和子
- デスク:星野敬子
- 宣伝:望野智美
- 編成:森大貴
- 美術協力:テレビ朝日クリエイト
- 技術協力:読売映像、テレテック、テイクシステムズ
- 衣装協力:永島服飾株式会社、J.FERRY VANJAC
- リサーチ:スコープ、フォーミュラー
- AP:須貝マミ
- ディレクター:持田順也、嘉数真二郎
- プロデューサー:藤井裕久、小坂真由美(創輝)
- ゼネラルプロデューサー・演出:保坂広司
- 制作著作:テレビ朝日